# Orange City (Iowa)
Orange City es una ciudad ubicada en el condado de Sioux en el estado estadounidense de Iowa. En el Censo de 2010 tenía una población de 6004 habitantes y una densidad poblacional de 588,81 personas por km².

## Geografía
Orange City se encuentra ubicada en las coordenadas 43°0′9″N 96°3′25″O / 43.00250, -96.05694. Según la Oficina del Censo de los Estados Unidos, Orange City tiene una superficie total de 10.2 km², de la cual 10.2 km² corresponden a tierra firme y (0%) 0 km² es agua.

## Demografía
Según el censo de 2010, había 6004 personas residiendo en Orange City. La densidad de población era de 588,81 hab./km². De los 6004 habitantes, Orange City estaba compuesto por el 93.24% blancos, el 0.57% eran afroamericanos, el 0.32% eran amerindios, el 1.38% eran asiáticos, el 0.03% eran isleños del Pacífico, el 3.43% eran de otras razas y el 1.03% pertenecían a dos o más razas. Del total de la población el 7.05% eran hispanos o latinos de cualquier raza.